# Dienerella argus
Dienerella argus är en skalbaggsart som först beskrevs av Edmund Reitter 1884.  Dienerella argus ingår i släktet Dienerella, och familjen mögelbaggar. Arten har ej påträffats i Sverige.